# .256 Winchester Magnum
.256 Winchester Magnum вогнепальний набій, який розробила компанія Winchester, шляхом обтискання дульця гільзи набою.357 Magnum до діаметру .257. Набій розробили для полювання на дрібну дичину та шкідників.

## Історія
Компанія Winchester представила набій в 1960 році, а кулі та заряди продавали до початку 1990-х років. Вперше набій використали в однозарядному пістолеті Ruger Hawkeye. Наступного року (1962) компанія Marlin використала новий набій Winchester в гвинтівці Model 62 Levermatic. Це було два основних зразка зброї які використовували набій .256 Win. Mag. Зараз набій є застарілим і його використовують деякі виробники однозарядної зброї, наприклад, Match Grade Machine та Bullberry. До свого закриття в 2010 році, цей набій випускала майстерня Thompson Center.

## Балістика
Згідно рекламі при стрільбі з пістолетного стволу довжиною 216 мм кулею вагою 3,9 г набою .256 Winchester з заводським зарядом досягала середню швидкість в 716 м/с та середню енергію 996 Дж. Це на 76 м/с швидше і майже вдвічі потужніше за набій .22 Remington Jet, набій який був розрахований для полювання на шкідників для револьверів, що також був створений на базі гільзи набою .357 Magnum шляхом обтискання дульця.
Згідно з даними видання Hornady Handbook of Cartridge Reloading п'ятої редакції, ті хто заряджає набої вручну з гвинтівкою калібру .256 могли майже подвоїти заводський заряд Winchester використавши кулю Flat Point Hornady вагою 60 гран разом з зарядом пороху H4227 вагою 15.5 гран, куля при цьому досягала швидкості 822 м/с. Траєкторія з таким зарядом виглядає наступним чином: +58 мм на відстані 45 м, +111 мм на 91 м, 0 на 182 м та -665 мм на 274 м.
Компанія Winchester продавала заводські заряди для .256 Magnum (а також гільзи) до початку 1990-х років. В заводських зарядах Winchester .256 використовували кулю вагою 60 гран Open Point Expanding яка досягала швидкості 841 м/с та енергію 1376Дж при стрільбі з гвинтівкового стволу довжиною 610 мм. Це приблизно на 152 м/с ніж заводські заряди Winchester для старих набоїв .25-20. На відстані 182 м швидкість була 470 м/с, а енергія залишалась 430 Дж.

## Зброя
Набій .256 Winchester Magnum використовували у невеликій кількості вогнепальної зброї і не мав великого комерційного успіху. Набій використовували в такій зброї:
- Гвинтівка важільної дії Marlin Model 62 Levermatic
- У варіанті карабіну M1
- Однозарядний пістолет Ruger Hawkeye
- Однозарядний пістолет Thompson Center Contender

Крім того набій 256 Winchester Magnum інколи використовували у перероблених револьверах. Серед кандидатів на цей калібр були Ruger Old Model та New Model Blackhawks, а також Smith & Wesson на рамці K (Моделі 10, 14, 15 та 19). Компанія Colt випустила один револьвер Python під цей калібр як прототип і знаходиться в їхньому музеї.

## Галерея

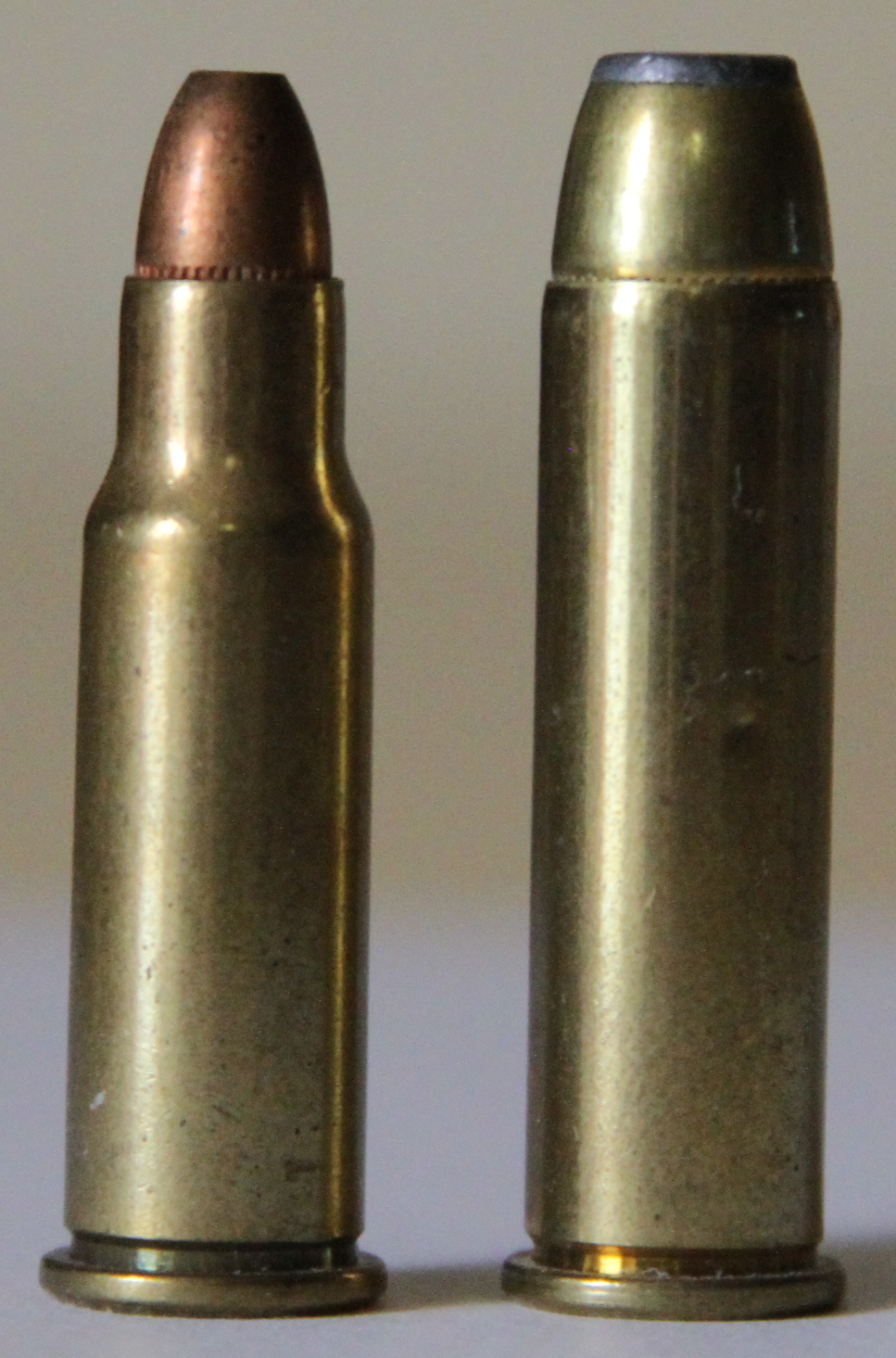
Набій .256 Winchester Magnum поряд зі схожою гільзою набою .357 Magnum.